# Acide ascorbique
« E300 » redirige ici. Pour les autres significations, voir E300 (homonymie).
L'acide ascorbique, ou acide oxo-3-gulofuranolactone (forme énolique), est un acide organique ayant des propriétés antioxydantes. Il est présent sous une forme énantiomériquement pure (acide L-ascorbique ou vitamine C) dans les citrons, les jus de fruits et les légumes frais.
Le nom « ascorbique » vient du préfixe grec a (privatif) et de scorbut, signifiant littéralement « anti-scorbut » qui est une maladie due à une déficience en vitamine C.

## Propriétés physico-chimiques
L'acide ascorbique est un diacide (pKa de 4,1 et 11,8) et un réducteur.

### Stéréoisomérie
L'acide ascorbique ayant deux atomes de carbone asymétriques et étant sans plan de symétrie, il se présente sous la forme de deux paires d'énantiomères, diastéréoisomères entre elles. Une paire d'énantiomères est connue sous le nom d'acide ascorbique tandis que l'autre est distinguée par le nom d'acide isoascorbique (aussi appelé acide érythorbique).
- (5R)-5-[(1S)-1,2-dihydroxyéthyl]-3,4-dihydroxyfuran-2-one ou acide L-(+)-ascorbique, numéro CAS 50-81-7, forme naturelle et connue sous le nom de vitamine C

Acide L-ascorbique (vitamine C) (1a) ; acide D-ascorbique (1b) ; acide L-isoascorbique (2a) ; acide D-isoascorbique (2b)

- (5S)-5-[(1R)-1,2-dihydroxyéthyl]-3,4-dihydroxyfuran-2-one ou acide D-(–)-ascorbique, numéro CAS 10504-35-5
- (5R)-5-[(1R)-1,2-dihydroxyéthyl]-3,4-dihydroxyfuran-2-one ou acide D-isoascorbique, numéro CAS 89-65-6
- (5S)-5-[(1S)-1,2-dihydroxyéthyl]-3,4-dihydroxyfuran-2-one ou acide L-isoascorbique, numéro CAS 26094-91-7

### Tautomérie
L’acide ascorbique est majoritairement sous sa forme stable « énolique » car cette dernière fait apparaître une conjugaison des liaisons doubles, ce qui est stabilisant. Néanmoins, cette forme est en équilibre avec une hydroxycétone par transfert de proton. La réaction associée est une tautomérisation céto-énolique. Il y a deux formes possibles d'hydroxycétone.

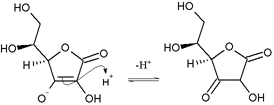
Protonation de l'ascorbate pour donner l'hydroxycétone.

Les sels, appelés ascorbates, possèdent les mêmes propriétés physiologiques et sont donc inclus dans la dénomination « Vitamine C ».

## Usage
On utilise l’acide ascorbique dans l'industrie agroalimentaire en tant qu'antioxydant sous le code E300. Il a pour fonction d'empêcher la prolifération de bactéries qui pourraient dégrader le produit (surtout dans la nourriture à conservation longue et non réfrigérée). Il est aussi utilisé :
- dans certaines bières[6] ;
- dans le vin, pour son pouvoir réducteur ; en effet, en milieu acide, il fixe l’oxygène dissous, à la température ordinaire, en formant l’acide déhydro-ascorbique. Il permet d’une part d’économiser une petite quantité d’anhydrides sulfureux libre pour éviter l’oxydation des vins et de plus, il a des applications pratiques intéressantes en protégeant le vin de la casse ferrique lors du dernier stade, la mise en bouteille[7] ;
- dans le traitement de certains fruits afin d'éviter leur oxydation (ex. : mirabelles)[8] ;
- dans certaines farines ou dans les adjuvants, afin d'améliorer la panification. Paradoxalement, il a un effet oxydant dans la pâte, augmentant le volume et donnant une croûte brillante et une mie plus blanche[9] ;
- dans certains jus de fruits (ex : Tropico) et sodas (ex. Orangina)[8] ;
- dans certaines boissons au café (ex : Starbucks).

Il est aussi utilisé par des toxicomanes comme diluant de l'héroïne brune ou du crack.

## Synthèse
Bien que présent naturellement dans certains aliments, l'acide ascorbique peut être synthétisé grâce au procédé Reichstein à partir du D-glucose. C'est une synthèse difficile faisant intervenir une étape biologique pour un rendement global d'environ 15 à 18 %.